# Autostrada A27 (Belgia)
Autostrada belgiană A27 (clasificată ca E42) este o autostradă relativ sinuoasă situată în provincia Liège, având un traseu pe axa nord-sud, care leagă localitatea Battice de granița cu Germania. Autostrada deservește orașul Verviers, sud-estul provinciei Liège și regiunea Sankt Vith.

## Istoric
Lucrările au început în anul 1964, iar primul tronson (Battice – Chaineux) a fost dat în folosință în 1967. Partea nordică, între Battice și Verviers, urmează în mare parte traseul fostei linii de cale ferată 38A, care fusese deja dezafectată. Autostrada a fost finalizată complet în anul 1995, odată cu inaugurarea Viaductului de la Eau Rouge din Malmedy.
Darea în folosință a secțiunilor:
- 1967 : Tronsonul Battice – Chaineux (N3 – ieșirea 2)
- 1970 : Tronsonul Chaineux – Dison (ieșirile 2–3)
- 1972 : Tronsonul Dison – Lambermont (ieșirile 3–4)
- 1977 : Tronsonul Lambermont – Theux (ieșirile 4–7)
- 1980 : Tronsonul Recht – Saint-Vith-sud (ieșirile 13–15)
- 1982 : Tronsonul Theux – Spa (ieșirile 7–8)
- 1984 : Tronsonul Spa – Francorchamps (ieșirile 8–10)
- 1984 : Tronsonul Saint-Vith-sud – Granița cu Germania (ieșirea 15 – A60 [D])
- 1985 : Tronsonul Malmedy – Recht (ieșirile 11–13)
- 1995 : Tronsonul Francorchamps – Malmedy (ieșirile 10–11)

## Traseu
| Descrierea traseului       | |               |
| A27                        | |               |
| 1 - Battice                | Orașe deservite: Herve, Battice, Aubel, Plombières, Henri-Chapelle, Thimister-Clermont.                                        | N3 N648       |
| Battice                    | Nod rutier între A3 și A27: Aachen, Eupen; Liège, Maastricht.                                                                  | A3 E40 E42    |
| A27 E42                    | |               |
| 2 - Chaineux               | Orașe deservite: Chaineux, Parcul industrial Petit-Rechain.                                                                    |               |
| 3 - Dison                  | Orașe deservite: Dison, Petit-Rechain (nod rutier parțial) (sens Liège → Sarrebruck).                                          | N627          |
| 3 - Dison                  | Orașe deservite: Dison, Grand-Rechain, Petit-Rechain (nod rutier parțial) (sens Sarrebruck → Liège).                           |               |
| 4 - Lambermont Verviers    | Oraș deservit: Lambermont. |               |
|                            | Viaductul Lambermont (700 m).                                                                                                  |               |
| 5 - Ensival                | Orașe deservite: Verviers-centru, Pepinster, Ensival, Parcul industrial Lambermont (nod rutier parțial).                       | N61           |
| 6 - Heusy                  | Orașe deservite: Verviers-est, Verviers-sud, Heusy, Stembert, Ensival.                                                         | R61           |
| 7 - Theux                  | Orașe deservite: Theux, Heusy, Polleur, Aerodromul Verviers-Theux.                                                             | N657          |
|                            | Zonă de parcare: Polleur (în ambele sensuri).                                                                                  |               |
|                            | Viaductul Polleur (550 m). |               |
| 8 - Spa                    | Orașe deservite: Spa, Eupen, Jalhay, Barajul de pe râul Gileppe.                                                               | B601          |
|                            | Viaductul Croupets du Moulin (300 m).                                                                                          |               |
| 9 - Sart Jalhay            | Oraș deservit: Sart-lez-Spa.                                                                                                   | N640          |
| 10 - Francorchamps         | Orașe deservite: Francorchamps, Stavelot-Coo, Stavelot-Hockai, Circuitul Spa-Francorchamps, Aerodromul Spa-La Sauvenière.      | N640          |
|                            | Zonă de parcare: Cronchamps (în ambele sensuri).                                                                               |               |
|                            | Viaductul Eau Rouge (652,5 m).                                                                                                 |               |
| 11 - Malmedy               | Orașe deservite: Malmedy, Waimes, Stavelot, Marche-en-Famenne, Circuitul Spa-Francorchamps.                                    | N62 N664 E421 |
| A27 E42 E421               | |               |
|                            | Viaductul Bellevaux (500 m).                                                                                                   |               |
| 12 - Bellevaux-Ligneuville | Orașe deservite: Bellevaux-Ligneuville, Recht, Vielsalm (nod rutier parțial).                                                  | N660          |
|                            | Viaductul Recht (550 m). |               |
| 13 - Recht St-Vith         | Orașe deservite: Recht, Amel, Parcul industrial Kaiserbaracke (nod rutier parțial) (sens Liège → Sarrebruck).                  | N659          |
| 13 - Recht St-Vith         | Orașe deservite: Recht, Bellevaux-Ligneuville, Parcul industrial Kaiserbaracke (nod rutier parțial) (sens Sarrebruck → Liège). | N62           |
|                            | Zonă de parcare: Emmelserwald (în ambele sensuri).                                                                             |               |
| 14 - St-Vith Nord          | Orașe deservite: Sankt Vith, Sankt Vith-Hunnange, Vielsalm, Parcul industrial St-Vith.                                         | N670          |
| 15 - St-Vith Süd           | Orașe deservite: Luxemburg, Houffalize, Sankt Vith.                                                                            | N62 E421      |
| A27 E42                    | |               |
|                            | Viaductul Breitfeld (600 m).                                                                                                   |               |
| 16 - Lommersweiler St-Vith | Orașe deservite: Lommersweiler, Sankt Vith-Steinebrück (nod rutier parțial) (sens Liège → Sarrebruck).                         | N646          |
|                            | Zonă de parcare: Drei Hütten (în ambele sensuri).                                                                              |               |
| 16 - Lommersweiler         | Orașe deservite: Lommersweiler, Sankt Vith-Steinebrück (nod rutier parțial) (sens Sarrebruck → Liège).                         | N646          |
| A27 E42                    | |               |
|                            | Frontiera dintre Belgia și Germania.                                                                                           |               |
| BAB60 E42                  | |               |